# Мандеа, Миоара
Миоара Мандея (род. 1958, Комэнешти, Бакэу) — румынский и французский учёный-геофизик. Иностранный член РАН (2019). Руководитель программы по наблюдению за Земной корой, Национальный центр космических исследований Франции, была генеральным секретарём Европейского союза Наук о Земле (2018). Изучает магнитное поле Земли и других планет. Известна достижениями в области геомагнитных вариаций и магнитных пульсаций.

## Биография
Родилась в 1958 году[уточнить] в городе Комэнешти (по другим сведениям Бухаресте) в Социалистической Республике Румыния.

### Образование
В 1977 году окончила Лицей информатики в Яссы (рум. Liceul de Informatica Iasi).
В 1982 году окончила Бухарестский университет, в 1993 году защитила там диссертацию.
Переехала в Париж. В 1996 году защитила диссертацию в Университет Париж Дидро, в 2011 году получила там дополнительное образование.

### Научная работа
В 1994—2004 годах руководила Французской национальной магнитной обсерваторией (фр. L’observatoire magnétique national).
Изучает Магнитное поле Земли. Она впервые распознала суб-декадные флуктуации в магнитном поле Земли, известные как геомагнитные рывки.
Разработала новые платформы для сбора и анализа данных для понимания геомагнитных данных. Впервые использовала виртуальные обсерватории и внесла значительный вклад в составление Карт цифровых магнитных аномалий мира.
Исследовала использование гравитационных данных со спутников для понимания Граница Гутенберга. Предположила, что гравиметрические и магнитные сигналы на поверхности Земли могут быть описаны массовым перераспределением на границе ядро-мантия и вторичным потоком во внешнем ядре.
В 2005 году была назначена руководителем геомагнитной секции в Гельмгольце-Центре Дрездена-Россендорфа, где она создала новые геомагнитные обсерватории Мандея была назначена президентом Европейского союза геонаучных наук Отдел земного магнетизма и физики горных пород в 2007 году..
В 2009 году она перешла в Институт физики Земли в Париже (фр. Institut de Physique du Globe de Paris).
В 2011 году стала заместителем директора Университета Версаль Сен-Квентин-ан-Ивелин, и была назначена директором по стратегии и руководителем программ «Земной коры», Национальный центр космических исследований.
В 2012 году стала генеральным секретарем Европейского союза наук о Земле. Она также является французским делегатом в Комиссии по геологическим картам мира Мандея является генеральным секретарем Международной ассоциации геомагнетизма и аэрономии..

## Награды и премии
- 1997 — Геологическое общество Франции премия Ван Стрелен[10]
- 1998 — Румынская академия премия Гепита[11]
- 2000 — медаль Словацкой академии наук
- 2008 — член Румынской академии наук
- 2010 — Американский геофизический союз, комитет геофизического образования «Превосходство в геофизическом образовании»[7]
- 2014 — Международная награда Американского геофизического союза[12]
- 2015 — Член Европейской Академии
- 2016 — Орден «За заслуги» (Франция)[13]
- 2018 — Медаль Петруса Перегринуса[6]